# Куликов, Николай Васильевич
Никола́й Васи́льевич Кулико́в (род. 17 февраля 1952, с. Субботово, Коломенский район, Московская область, РСФСР, СССР) — российский генерал-полковник милиции (1999). Начальник Главного управления внутренних дел Москвы с 2 марта 1995 по 2 декабря 1999, одновременно с 20 октября 1998 заместитель министра внутренних дел России. Заслуженный сотрудник органов внутренних дел Российской Федерации.

## Биография
Начал службу с работы постовым милиционером 133-го отделения милиции. Работал инспектором уголовного розыска, заместителем начальника 51-го отделения милиции Москвы, заместителем начальника районного отдела внутренних дел, начальником управления внутренних дел Восточного административного округа Москвы. Окончил Всесоюзный заочный юридический институт и Академию МВД СССР.
С 1993 по 1995 — первый заместитель начальника Главного управления внутренних дел Москвы — начальник службы криминальной милиции.
С 2 марта 1995 по 2 декабря 1999 — начальник Главного управления внутренних дел Москвы. С 20 октября 1998 по 2 декабря 1999 — заместитель министра внутренних дел Российской Федерации — начальник Главного управления внутренних дел Москвы.
2 декабря 1999 Президент России Борис Ельцин отстранил Куликова от должности заместителя министра внутренних дел Российской Федерации — начальника ГУВД Москвы. Официально отставка объяснялась тем, что министерская проверка признала работу ГУВД неудовлетворительной. Бывший заместитель начальника ГУВД Москвы — начальник Главного следственного управления генерал-майор милиции Валерий Харченко вспоминал, что "после ухода с поста начальника главка генерал-полковника милиции Куликова в отставку вышли все, кто был в его команде".
До апреля 2008 работал начальником управления по работе с органами обеспечения безопасности правительства Москвы. В настоящее время занимает должность начальника Управления безопасности Департамента градостроительной политики города Москвы.
Награждён многими орденами и медалями.